# Charlotte Heeres
Charlotte Heeres is een Nederlandse golfster. Ze is lid van Golfclub Houtrak.
Heeres was clubkampioene matchplay op Houtrak in 1997, 1998, 1999, 2000 en 2001. In 2002 en 2003 won zij het Nationaal Open.
In 2003 won ze het Portugees Amateur in Estela door Lisa Holm Sorensen op de 37ste hole te verslaan. Naast de trofee kreeg ze ook een 5-jarig lidmaatschap van de Estela Golf Club aangeboden en een wildcard voor het Portugees Ladies Open.
In 2004 was ze captain van het team dta aan het Europees Landen Team Kampioenschap (ELTK) meedeed. Andere teamleden waren  Marjet van der Graaff, Monique Huijsman, Kyra van Leeuwen,  Monique van der Linden en Lianne Middeldorp.

## Gewonnen
- 2001: Ormit Golf Tour op Toxandria (138/-6)
- 2002: Nationaal Open
- 2003: Nationaal Open, Portugees Amateur (matchplay)

## Teams
- 2004: Europees Landen Team Kampioenschap